# Асахи Шимбун
Asahi Shimbun (朝日新聞, あさひしんぶん, букв. Утринно слънце; ромаджи: Asahi Shimbun) е национален японски вестник.

## История
Вестникът започва да излиза през 1879 г. в Осака, състои се от четири илюстрирани страници, струва 1 сен (1/100 йена) и има персонал от 20 души. От тях Нобору Кимура (собственик), Риохей Мураяма (президент и издател) и Тей Цуда (главен редактор) се считат за основатели.
През 1966 г. дневният тираж на вестника е 4,7 милиона екземпляра.

## Днешно време
Това е национално издание, финансирано от концерна Mitsui Group. Тираж: 6 милиона копия сутрин и 4 милиона копия вечер. Сутрешните броеве се предлагат в 14 опции (до 14:00 ч.), 4 вида за всеки остров на страната. Вестникът е голям формат, 66% от тиража се разпространява чрез абонамент. Вестникът има 226 местни бюра, 1 общо бюро, 61 регионални офиса и ползва услугите на 14 информационни агенции.
Вестникът има 2 англоезични проекта. Единият вариант е Asahi Evening News – половината вестник на английски, половината на японски. Характеризира се с хроникално представяне на материала.
Вестникът има собствена фондация, която присъжда годишна награда. Вестникът избягва крещящи заглавия и има ясно изразени либерални възгледи. Публика: интелектуалци, хора с висше образование, млади хора. Spokai Asahi е седмично списание за развлекателна информация.
В неделя излизат приложението Weekly Review на New York Times и аналитичният седмичник AERA.
Изданията са широкоформатни. Рекламата заема 55 – 60% от мястото в тях.
От 2004 г. вестникът, заедно с Mainichi Shimbun, спонсорира най-стария турнир за титли в логическата игра шоги – мейджин. И двата вестника имат колони за шоги. Стойността на договора е 360 милиона йени (около 4 милиона щ.д.) годишно.